# Asura arctocarpi
Asura arctocarpi là một loài bướm đêm thuộc phân họ Arctiinae, họ Erebidae.